# داء نشواني

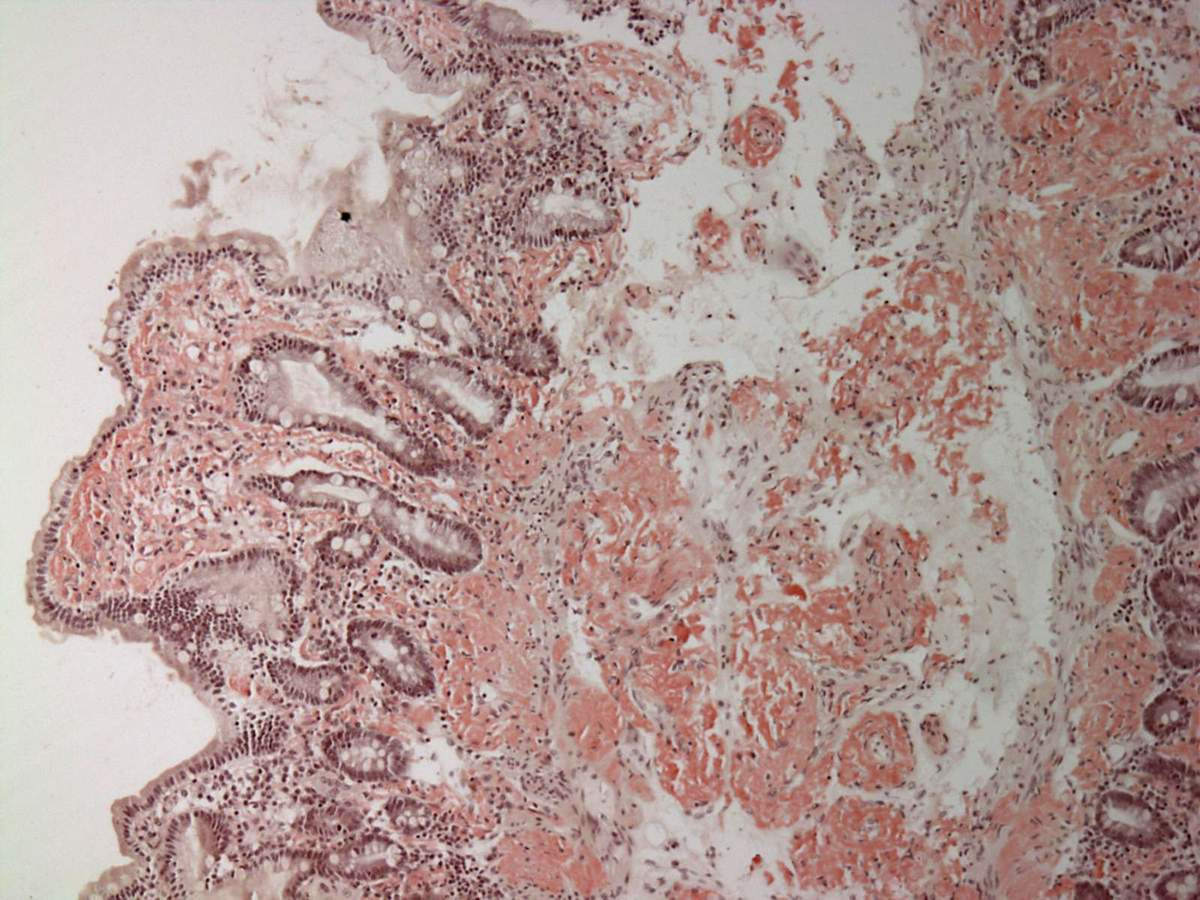
مقطع عرضي في جدار الأمعاء الدقيقة يظهر ترسب البروتين النشواني

الداء النشواني (بالإنجليزية: Amyloidosis) هو تشخيص نسيجي تندرج ضمنه عدة أمراض مختلفة. يكمن المنشأ المرضي فيه من خلال ترسب البروتين النشواني في الأنسجة الحية والأعضاء؛ مما يؤدي لنشوء المرض. يتحول البروتين إلى الشكل أو الحالة النشوانية عندما يحدث تشوه أو تغير في بنيته الثانوية مما يجعله غير قابل للذوبان.
يعتبره الكثيرون مرضاً مناعياً مجهول السبب يتظاهر بتشكل أورام حبيبية، يصيب غالباً الشباب من الجنسين. يمكن أن يصيب أي عضو، تظهر أعراضه تدريجياً، ولكن في بعض الحالات قد تظهر فجأة. يتفاوت سيره السريري من مرض لاعرضي إلى حالة مزمنة وخيمة قد تؤدي إلى الموت.

## نشوء المرض
يكمن المنشأ المرضي فيه من خلال ترسب البروتين النشواني في الأنسجة الحية والأعضاء؛ مما يؤدي لنشوء المرض. يتحول البروتين إلى الشكل أو الحالة النشوانية عندما يحدث تشوه أو تغير في بنيته الثانوية مما يجعله غير قابل للذوبان؛ أو ما يسمى بـ ألواح بيتا المطوية. يؤدي ترسب هذه المادة البروتينية إلى عدة أمراض بـأعراض سريرية مختلفة حسب العضو المتأثر.

## الطبيعة الفيزيائية للبروتينات النشوانية
يمكن رؤية تركيب البروتينات النشوية تحت المجهر الإلكتروني كمجموعة من الألياف غير المتفرعة ذات أطوال لامحدودة ومقطع عرضي يبلغ قطره بين 7.5 إلى 10 نانو متر. يبدو هذا التركيب موحدا في كل الأمراض النشوانية. وتحت المخطاط الطيفي تبدو البنية المميزة ـ ألواح بيتا المطوية - واضحة كذلك، هذه البنية هي المسؤولة عن التصبغ الفريد الذي تريه البروتينات النشوانية مع صبغة أحمر الكونغو (بالإنجليزية: Congo red stain).

## الطبيعة الكيميائية للبروتينات النشوانية
تتكون حوالي 95% من المادة النشوانية من بروتينات ليفية وتتكون الـ 5% الباقية من بروتينات سكرية.

## تصنيف البروتينات النشوانية
تم تحديد 25 نوعا من البروتينات النشوانية حتى الآن، يتميز 15 نوعا منهم بتركيب كيميائي حيوي مميز. لكن أشهر ثلاثة أنواع هي:
- السلسلة النشوانية الخفيفة: (بالإنجليزية: AL or Amyloid light chain): مشتقة من الخلايا البلازمية وتحتوي على سلاسل من الغلوبولينات مناعية الخفيفة وبالتحديد غلوبينات κ (الغالبية) وλ (أقلية). يرتبط وجود هذا النوع مع الأمراض الناتجة عن تكاثر الخلايا اللمفاوية وحيدة النسلة من نوع ب.
- بروتينات نشوانية مترافقة: (بالإنجليزية: AA or Amyloid Associated)، هي بروتينات لا تحتوي على غلوبولينات مناعية وهي مصنعة داخل الكبد البشري. لها وزن جزيئي 8500 وتتكون من 76 حمض أميني. يرتبط وجودها بداء النشوانية الثانوية (انظر التشخيص أسفل).
- بروتينات نشوانية بائية (بالإنجليزية: βA or Beta Amyloid ): لها وزن نوعي 4000 دالتون وتشكل نواة اللويحة التي تترسب في الخلايا العصبية مسببة مرض الزهايمر.

| الاسم والاختصار                | الاسم بالإنجليزية     | الوصف |
| ------------------------------ | --------------------- | --- |
| ALالسلسلة النشوانية الخفيفة    | amyloid light chain   | مشتقة من خلايا بلازمية وتحتوي على سلاسل من الغلوبولينات مناعية الخفيفة وبالتحديد غلوبينات κ (الغالبية) وλ (أقلية). يرتيط وجود هذا النوع مع الأمراض الناتجة عن تكاثر خلايا لمفاوية وحيدة النسلة من نوع ب |
| AA بروتينات نشوانية مرافقة     | amyloid associated    | لا تحتوي على غلوبولينات مناعية وهي مصنعة داخل الكبد البشري |
| Aβ بروتينات نشوانية بائية      | β amyloid             | تشكل نواة اللويحة التي تترسب في الخلايا العصبية مسببة مرض ألزيهايمر. |
| ATTR بروتين درقي خلالي         | Transthyretin         | هو شكل متحور من بروتين بلازمي يرتبط وينقل مادتي الثايروكسين وال ريتينول. يترسب في الخلايا العصبية وخلايا عضلة القلب.                                                                                    |
| Aβ2 m بروتينات نشوانية نوع ب 2 | β2 microglobulin      | من البروتينات الطبيعية التي تتواجد في جهاز التوافق المناعي، وقد لوحظ تكونه مع الديال دموي (غسيل الدم/الكلية الاصطناعية) طويل الأمد.                                                                     |
| PrP بروتينات أمراض بريون       | Prion related protein | تتلازم مع أمراض البريون (بالإنجليزية: prion) وهو نوع من الأمراض الوبائية الناتجة عن بروتينات مرضية معدية (مثال: جنون البقر)                                                                             |

## التصنيف المرضي
يصنف الداء النشواني إما أولي أو ثانوي، أو بحسب انتشار المرض إلى جهازي أو موضعي. كما يمكن تقسيم المرض حسب نوع البروتين النشواني المترسب.
- جهازي (شامل أو عمومي): (يصيب أكثر من عضو في أكثر من منطقة) أو موضعي: (يصيب عضوا واحدا أو نوعا واحدا من الأنسجة).
- أولي: وينشأ عن أمراض مناعية معينة (مثال: ورم نقيي متعدد) أو ثانوي وينشأ كمضاعفة لبعض الأمراض النسيجية المزمنة.

### الداء النشواني الجهازي
قائمة بأكثر الأنواع شيوعاً:
| الفئة       | نوع البروتين النشواني          | داء النشواني                       |
| ----------- | ------------------------------ | ---------------------------------- |
| جهازي مكتسب | AL السلسلة النشوانية الخفيفة   | داء نشواني أولي                    |
| جهازي وراثي | AA بروتينات نشوانية مرافقة     | داء نشواني ثانوي                   |
| جهازي وراثي | Aβ2 m بروتينات نشوانية بائية 2 | داء نشواني مترافق مع الديال الدموي |
| جهازي وراثي | AA بروتينات نشوانية مرافقة     | حمى البحر المتوسط                  |
| جهازي وراثي | ATTR برويتن درقي خلالي         | داء نشواني عائلي متعدد الأعصاب     |
| جهازي وراثي | ATTR برويتن درقي خلالي         | داء نشواني جهازي شيخوخي            |

## التشخيص المرضي
يمكن تشخيص المرض بواسطة الفحص الطبي للأنسجة المصابة (تشخيص نسيجي).يمكن التعرف على البروتينات النشوانية من خلال تصبغها بصبغة أحمر الكونغو أو مشاهدتها تحت الضوء الاستقطابي حيث يظهر خاصية الانكسار المضاعف الذي يبدو بلون أخضر تفاحي (أخضر فاتح) بتم أخذ الخزعات من الأنسجة المصابة (وغالبا ما تكون من الكلية) ،و في بعض الأحيان في حالات الداء الجهازي تأخذ الخزعات من المستقيم أو من الأنسجة الدهنية في جدار البطن الأمامي.

## صور إضافية

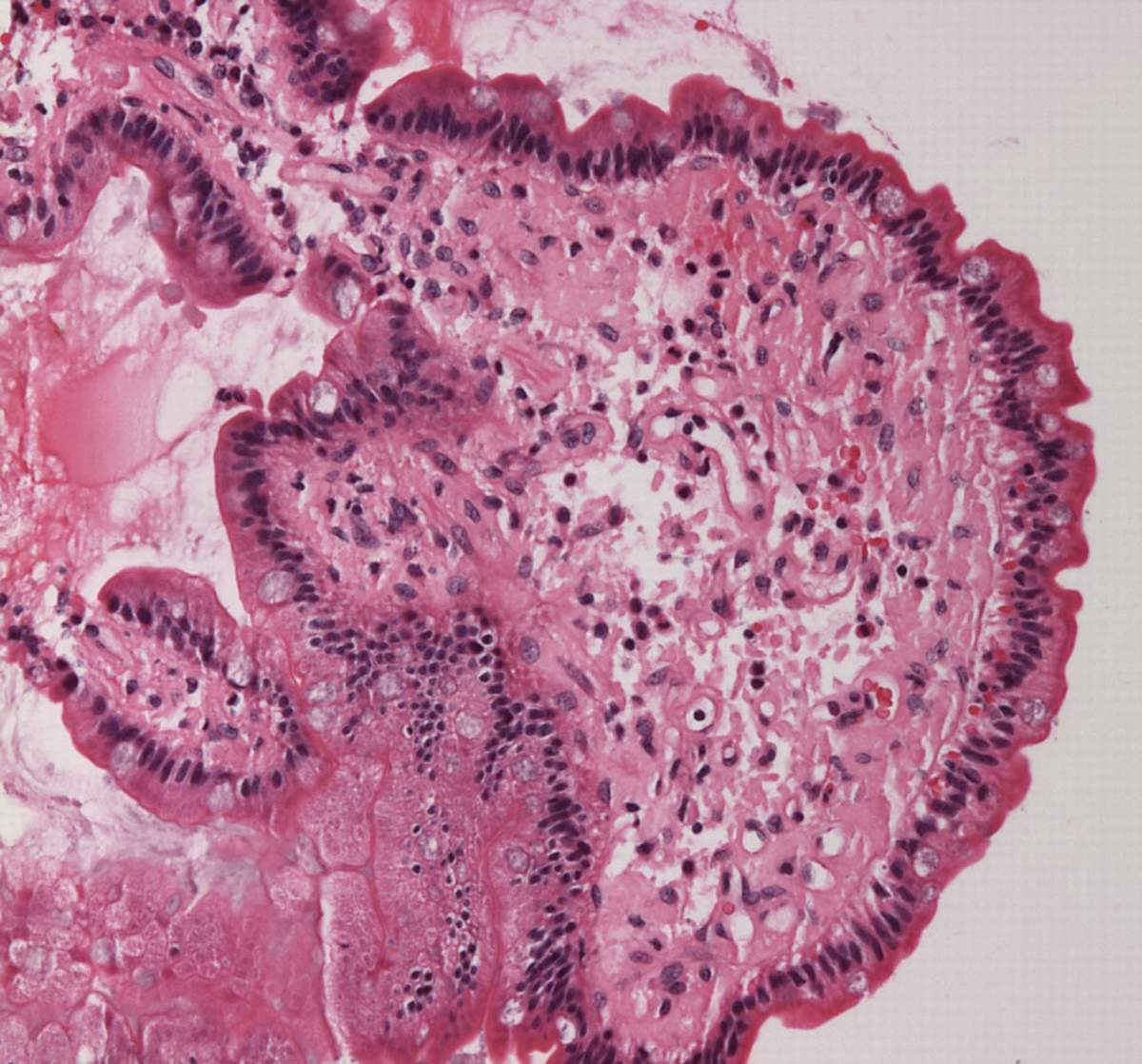
الأمعاء الدقيقة تظهر ترسبا نشوانيا، ميكروسكوب ضوئي 20x تكبير (بالإنجليزية:Small bowel duodenum with amyloid deposition)
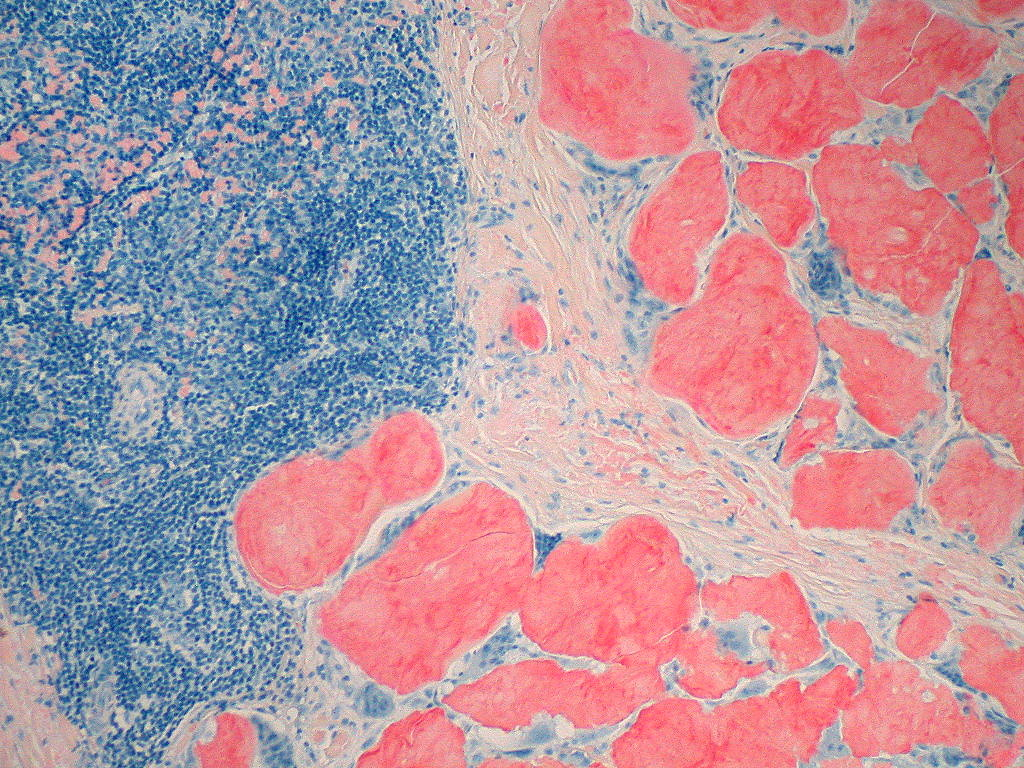
داء نشواني، عقدة، صبغة أحمر الكونغو(بالإنجليزية:Amyloidosis, Node, Congo Red)
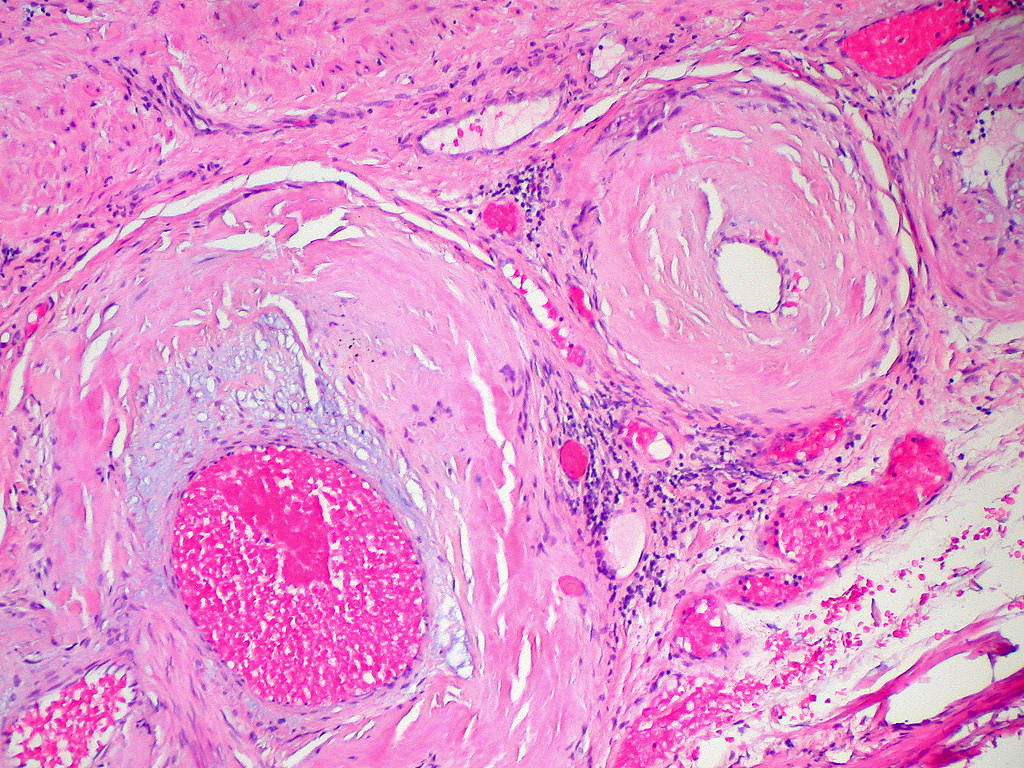
داء نشواني، وعاء دموي (بالإنجليزية: Amyloidosis, blood vessels, H&E)
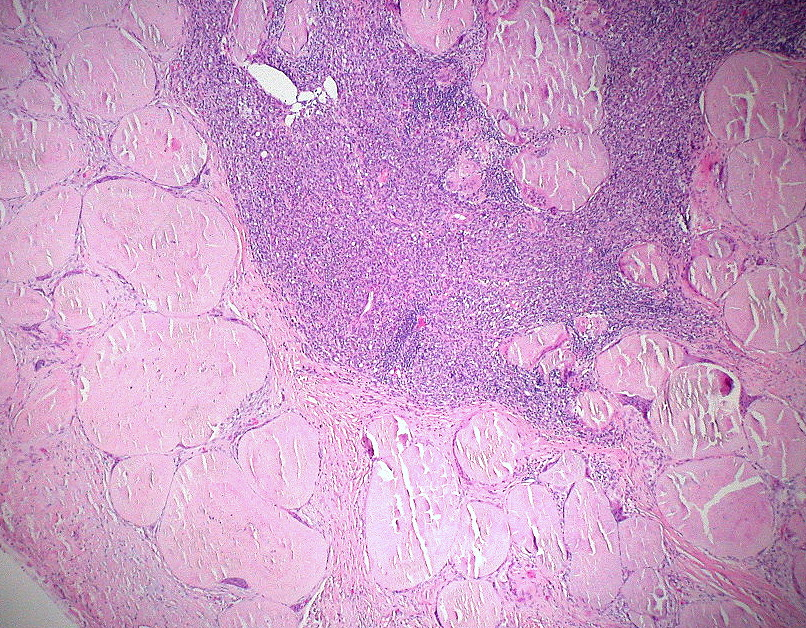
داء نشواني، عقدة لمفاوية (بالإنجليزية: Amyloidosis, lymph node, H&E
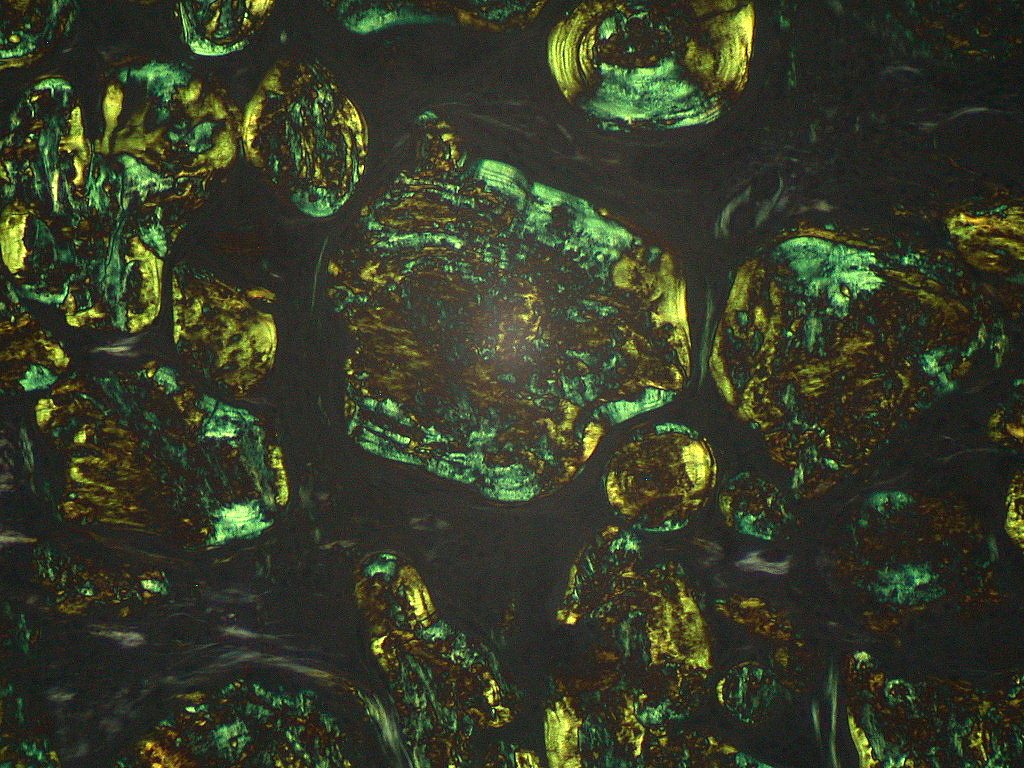
داء نشواني، عقدة لمفاوية تحت الضوءالاستقطابي(بالإنجليزية Amyloidosis, lymph node, polarizer)

## وصلات خارجية
- Overview at عيادة مايو
- Overview at كليفلاند كلينك
- Boston University Amyloid Treatment and Research Program
- www.amyloidosisaustralia.org نسخة محفوظة 20 يوليو 2005 على موقع واي باك مشين. Information, support and advice to anyone with Amyloidosis
- (بالإنجليزية) WASOG World Association for Sarcoidosis and Other Granulomatous Disorders